# Ophiothrix nociva
Ophiothrix nociva is een slangster uit de familie Ophiotrichidae.
De wetenschappelijke naam van de soort werd in 1907 gepubliceerd door René Koehler.